# Noi con voi - Versione integrale
Noi con voi - Versione integrale è un album dal vivo del complesso italiano Pooh uscito nel 2007. Riprende le registrazioni del concerto  di Padova, tenuto nella suggestiva scenografia di una delle più grandi piazze d'Italia: si tratta del Prato della Valle, dove il complesso ha suonato il 22 settembre 2006 davanti a centocinquantamila persone.
Si tratta del concerto già pubblicato l'anno precedente su cd e dvd, con la differenza che ora viene pubblicato l'intero concerto su doppio cd e doppio dvd.

## Tracce
CD 1
1. Rotolando respirando (Facchinetti-Negrini)
2. Giorni infiniti (Facchinetti-Negrini)
3. Amici per sempre (Facchinetti-Negrini)
4. Buona fortuna (Facchinetti-D'Orazio)
5. Stai con me(Canzian-D'Orazio)
6. Il ragazzo del cielo(Facchinetti-Canzian-Negrini)
7. Io sono vivo (Facchinetti-Negrini)
8. Se nasco un'altra volta (Facchinetti-Negrini)
9. Canterò per te (Battaglia-Negrini)
10. Pronto buongiorno è la sveglia (Facchinetti-D'Orazio)
11. Viva(Facchinetti
12. Per te qualcosa ancora (Facchinetti-Negrini)
13. L'altra donna (Battaglia-Negrini)
14. Tutto alle tre (Facchinetti-Negrini)
15. Stare senza di te (Canzian-D'Orazio)
16. Cosa dici di me (Facchinetti-Negrini)
17. In diretta nel vento (Battaglia-Negrini)
18. Ci penserò domani (Battaglia-Negrini)
19. Noi due nel mondo e nell'anima (Facchinetti-Negrini)
20. La donna del mio amico (Facchinetti-D'Orazio)
21. Tu dov'eri (Facchinetti-Negrini)

CD 2
1. La gabbia (Facchinetti)
2. Risveglio (Facchinetti)
3. Parsifal (Facchinetti)
4. In concerto (Facchinetti-Negrini)
5. Solo voci (Facchinetti-Negrini)
6. Cinquanta primavere (Facchinetti-D'Orazio)
7. Alessandra (Facchinetti-Negrini)
8. Nascerò con te (Facchinetti-Negrini)
9. Uomini soli (Facchinetti-Negrini)
10. Capita quando capita (Canzian-D'Orazio)
11. Dimmi di sì (Facchinetti-D'Orazio)
12. Non siamo in pericolo (Facchinetti-Negrini)
13. La grande festa  (Facchinetti-Negrini)
14. Cuore azzurro (Facchinetti-Battaglia-Canzian-D'Orazio-Negrini)
15. Vieni fuori (Edwards-Negrini)
16. Piccola Katy (Facchinetti-Negrini)
17. Dammi solo un minuto (Facchinetti-Negrini)
18. Cercando di te (Canzian-D'Orazio)
19. In silenzio (Facchinetti-Negrini)
20. Notte a sorpresa (Facchinetti-Negrini)
21. Pensiero (Facchinetti-Negrini)
22. Tanta voglia di lei (Facchinetti-Negrini)
23. Chi fermerà la musica (Facchinetti-Negrini)
24. Goodbye (Facchinetti-D'Orazio)
25. Il cielo non finisce mai (Canzian-Negrini) - Voce principale: Red
26. L'amore costa (Battaglia-Negrini) - Voci principali: Dodi, Stefano

DVD 1
1. Rotolando respirando (Facchinetti-Negrini)
2. Giorni infiniti (Facchinetti-Negrini)
3. Amici per sempre (Facchinetti-Negrini)
4. Buona fortuna (Facchinetti-D'Orazio)
5. Stai con me(Canzian-D'Orazio)
6. Il ragazzo del cielo(Facchinetti-Canzian-Negrini)
7. Io sono vivo (Facchinetti-Negrini)
8. Se nasco un'altra volta (Facchinetti-Negrini)
9. Canterò per te (Battaglia-Negrini)
10. Pronto buongiorno è la sveglia (Facchinetti-D'Orazio)
11. Viva(Facchinetti
12. Per te qualcosa ancora (Facchinetti-Negrini)
13. L'altra donna (Battaglia-Negrini)
14. Tutto alle tre (Facchinetti-Negrini)
15. Stare senza di te (Canzian-D'Orazio)
16. Cosa dici di me (Facchinetti-Negrini)
17. In diretta nel vento (Battaglia-Negrini)
18. Ci penserò domani (Battaglia-Negrini)
19. Noi due nel mondo e nell'anima (Facchinetti-Negrini)
20. La donna del mio amico (Facchinetti-D'Orazio)
21. Tu dov'eri (Facchinetti-Negrini)

DVD 2
1. La gabbia (Facchinetti)
2. Risveglio (Facchinetti)
3. Parsifal (Facchinetti)
4. In concerto (Facchinetti-Negrini)
5. Solo voci (Facchinetti-Negrini)
6. Cinquanta primavere (Facchinetti-D'Orazio)
7. Alessandra (Facchinetti-Negrini)
8. Nascerò con te (Facchinetti-Negrini)
9. Uomini soli (Facchinetti-Negrini)
10. Capita quando capita (Canzian-D'Orazio)
11. Dimmi di sì (Facchinetti-D'Orazio)
12. Non siamo in pericolo (Facchinetti-Negrini)
13. La grande festa  (Facchinetti-Negrini)
14. Cuore azzurro (Facchinetti-Battaglia-Canzian-D'Orazio-Negrini)
15. Vieni fuori (Edwards-Negrini)
16. Piccola Katy (Facchinetti-Negrini)
17. Dammi solo un minuto (Facchinetti-Negrini)
18. Cercando di te (Canzian-D'Orazio)
19. In silenzio (Facchinetti-Negrini)
20. Notte a sorpresa (Facchinetti-Negrini)
21. Pensiero (Facchinetti-Negrini)
22. Tanta voglia di lei (Facchinetti-Negrini)
23. Chi fermerà la musica (Facchinetti-Negrini)
24. Goodbye (Facchinetti-D'Orazio)
25. Il cielo non finisce mai (Canzian-Negrini) - Voce principale: Red
26. L'amore costa (Battaglia-Negrini) - Voci principali: Dodi, Stefano

## Formazione
- Roby Facchinetti - voce, tastiere
- Dodi Battaglia - voce, chitarra
- Stefano D'Orazio - voce, batteria, percussioni
- Red Canzian - voce, basso